# Heaven Can Wait (película de 1943)
Heaven Can Wait, conocida como  El diablo dijo no en España y El cielo puede esperar en Hispanoamérica, es una película de 1943 producida y dirigida por Ernst Lubitsch. El guion fue escrito por Samson Raphaelson basada en la obra Birthday, de Leslie Bush-Fekete.
La película es una comedia y cuenta la historia de un hombre que se encuentra con el diablo en el infierno y le cuenta su historia. Está protagonizada por Gene Tierney, Don Ameche y Charles Coburn.

## Argumento
Un anciano Henry van Cleve (Ameche) entra en el gran salón del infierno y es recibido por el diablo en persona (Cregar). Henry pide ser admitido pero hay algunas dudas sobre sus cualificaciones. Para probarlo, empieza a hablar sobre su vida. 
En el Nueva York del siglo XIX, Henry tan solo era un niño de clase alta con Randolph (Calhern) y Bertha (Byington) como padres muy estrictos. En cambio, sus abuelos, en especial su abuelo Hugo van Cleve (Coburn), es un espíritu libre, el único que abre la mente del pequeño Henry. Como resultado, Henry crece como un joven al que le gustan las chicas de cabaret. 
Un día, Henry se encuentra con una hermosa mujer que está mintiendo a su propia madre en un teléfono público. Intrigado, la sigue hasta una librería y se hace pasar por un trabajador para saber más de ella. Finalmente, y a pesar de la reticencia de la joven, él reconoce que no trabaja allí. 
Poco después, el primo de Henry, Albert (Joslyn), presenta a la familia van Cleve a su novia, Martha (Gene Tierney), y Henry queda impresionado al saber que la misteriosa mujer de la librería es precisamente Martha.
Resulta que Albert fue el primer pretendiente que sus padres aprobaron. Temerosa de pasar el resto de su vida como solterona en Kansas City, Martha acordó casarse con él. Sin embargo, Henry la convence de fugarse con él. 
Aunque todos (excepto el abuelo Van Cleve) están escandalizados, finalmente son recibidos de nuevo en la familia. Henry y Martha disfrutan de un matrimonio feliz y se convierten en los orgullosos padres de un niño. Sin embargo, en la víspera de su décimo aniversario, Martha se entera de las continuas relaciones de Henry con otras mujeres y regresa con sus padres. Henry y el abuelo la siguen hasta allí. Entrando sigilosamente en la Casa de los Strable, Henry le pide perdón y la convence de "fugarse" una segunda vez, para deleite del abuelo.
Quince años después, Henry conoce a una corista, Peggy Nash, en su camerino poco antes de su actuación. Lo que comienza como un noviazgo se revela pronto como un intento de Henry de alejarla de su hijo, que ha estado saliendo con ella. Cuando Peggy revela que conoce su verdadera identidad, Henry la compra por 25,000 $.
Martha fallece poco después de su vigésimo quinto aniversario. Henry reanuda una vida social activa para diversión de su hijo. El 26 de octubre de 1942, el día después de su 70 cumpleaños, Henry muere bajo el cuidado de una hermosa enfermera, tras haberla portado en un sueño. 
Después de escuchar la historia de Henry, Su Excelencia le niega la entrada y le sugiere que pruebe el "otro lugar", donde Martha y su abuelo lo están esperando, insinuando que podría haber "una pequeña habitación vacía en el anexo".

## Premios

### Oscar 1943
| Categoría                            | Persona          | Resultado |
| ------------------------------------ | ---------------- | --------- |
| Óscar a la mejor película            |                  | Candidato |
| Óscar a la mejor dirección           | Ernst Lubitsch   | Candidato |
| Óscar a la mejor fotografía en color | Edward Cronjager | Candidato |